# Katherine Collins
Katherine Shannon Collins es una dibujante, escritora, personalidad de los medios, artista teatral y compositora nacida en Canadá. Creó la tira cómica de periódico Neil the Horse, que se publicó entre 1975 y 1991.

## Biografía
Katherine Collins (anteriormente Arnold Alexander Saba, Jr.) nació en Vancouver, Columbia Británica, el 6 de julio de 1947. Su nombre proviene de su bisabuela materna, Mary Adda "Dolly" Collins, pintora, escritora e ilustradora. La madre de Collins, que también era dibujante y coleccionista de cómics, le inculcó el interés por los cómics desde muy pequeña. Entre sus primeras influencias se incluyen Carl Barks y Milton Caniff, cuyos cómics coleccionó a lo largo de la década de 1950 en adelante. Comenzó a leer cómics underground a finales de los años 60, disfrutando de artistas como Robert Crumb, Kim Deitch, Skip Williamson, Jay Lynch y Trina Robbins.

## Carrera

### Neil the Horse
Collins es conocido como la creadoa de Neil the Horse. La serie se publicó en periódicos canadienses entre 1975 y 1982 a través del sindicato Great Lakes Publishing, ubicado en Toronto. Posteriormente apareció en quince números de cómics entre 1983 y 1988, publicados por Aardvark-Vanaheim / Renegade Press.
Los esfuerzos de Collins por continuar el proyecto impreso no tuvieron éxito. La película basada en Neil the Horse fue seleccionada para cine y televisión en cooperación con Zorro Productions, pero el proyecto no llegó a la pantalla.
Refiriéndose a Neil the Horse, Maaheen Ahmed escribió que el trabajo de Collins está “arraigado en la escena de cómics independientes de América del Norte”, dando vida a “elementos olvidados de los recuerdos de los cómics (cómics de niñas, animales infantiles divertidos) que son, en muchos sentidos, antitéticos a la imagen “adulta” de los cómics que se cultivaba contemporáneamente”. En respuesta a las afirmaciones de que Neil the Horse parece estar fuertemente arraigado en la nostalgia, la propia Collins ha señalado que nunca se le ocurrió que estos cómics estuvieran mirando al pasado, sino que eran más bien un enfoque alternativo a la vida real.

### Carrera posterior
En los últimos años, la obra de Collins ha experimentado un notable resurgimiento en popularidad y reconocimiento. En 2017, Conundrum Press volvió a publicar su trabajo en una antología titulada 'The Collected Neil the Horse', que incluye los quince números del cómic Neil the Horse, junto con las tiras cómicas semanales y otras piezas importantes de su carrera.

### Premios
En 1983, Collins recibió un premio Inkpot, junto a otros aclamados artistas de cómics como Robert Crumb (1989), Howard Cruse (1989), Neil Gaiman (1991) y Art Spiegelman (1987).
En 2013, Collins fue incluida en el Salón de la Fama de los Creadores de Cómics Canadienses del Premio Joe Shuster y envió un video de aceptación a la ceremonia. En 2017, Collins fue incluida en el Salón de la Fama "Gigantes del Norte" por los Premios Doug Wright de Caricatura Canadiense.

## Vida personal
Katherine Collins nació en Vancouver, Columbia Británica. Llevó a cabo su transición de género, identificándose públicamente como una mujer transgénero desde 1993.
Se ha mencionado que Collins escribió un libro sobre su viaje físico y espiritual en su transición a mujer, aunque es probable que ese trabajo nunca se haya publicado.
En 2003, Collins fue arrestada por sus actividades como "proveedora altamente organizada de drogas psicodélicas". La policía allanó su apartamento y encontró "seis bolsas de media libra de hongos mágicos" y "cuatro libras de marihuana". Su condena, por un delito considerado un delito de "depravación moral", condujo a su deportación en 2005 en virtud de la Ley Patriota. Después de su regreso a Vancouver, a Collins le diagnosticaron leucemia. En 2008, anunció que se estaba recuperando.